# Rio Cârneşti
O Rio Cârneşti é um rio da Romênia, afluente do Jiu, localizado no distrito de Dolj.